# Броштица
Броштица (мкд. Броштица) је насељено место у Северној Македонији, у западном делу државе. Броштица припада општини Центар Жупа.

## Географија
Насеље Броштица је смештено у крајњем западном делу Северне Македоније, близу државне границе са Албанијом (6 km западно). Од најближег већег града, Дебра, насеље је удаљено 20 km јужно.
Рељеф: Броштица се налази у области Жупа, на западним падинама планине Стогово. Насеље је положено високо, на западним висовима планине Стогово, док се западно тло стрмо спушта у долину Црног Дрима, која је у ово делу преграђена, па је ту образовано вештачко Дебарско језеро. Надморска висина насеља је приближно 1.330 метара.
Клима у насељу је планинска због знатне надморске висине.

## Становништво
По попису становништва из 2002. године Броштица је имала 748 становника.
Претежно становништво у насељу су етнички Македонци (83%), а у мањини су Турци (17%). Суштински, целокупно становништво су Торбеши. 
Већинска вероисповест у насељу је ислам.